# Sinthiou Bamambé-Banadji
Sinthiou Bamambé-Banadji ist eine Stadt im Département Kanel der Region Matam, gelegen im Nordosten des Senegal.

## Geographische Lage
Sinthiou Bamambé-Banadji liegt im Norden des Départements Kanel, 15 Kilometer von der Grenze zu Mauretanien und vom Grenzfluss Senegal entfernt. Die beiden Ortskerne von Sinthiou Bamambé im Süden und Banadji im Norden sind rund 1000 Meter voneinander entfernt. Beide Stadtteile sind über die Nationalstraße hinweg baulich zusammengewachsen.
Sinthiou Bamambé-Banadji liegt 469 Kilometer östlich von Dakar, 35 Kilometer südöstlich der Regionalpräfektur Matam und 15 Kilometer südlich von Kanel.

## Geschichte
Das Dorf Sinthiou Bamambé war Hauptort einer Communauté rurale und erlangte 2008 unter Zusammenschluss mit dem Nachbardorf Banadji oder Banadie den Status einer Commune (Stadt). Damit verbunden war die Ausgliederung des Stadtgebietes aus dem Gebiet der Landgemeinde, deren Hauptort und Namensgeber fortan das Dorf Ndendory war. Das Stadtgebiet erstreckt sich, von der Grande Mosquée aus gemessen, eine bestimmte Anzahl von Kilometern in alle vier Himmelsrichtungen. Daraus ergibt sich rechnerisch eine Stadtfläche von 33,0 km². Die Grenzen schließen das Dorf Fass Diaobé mit ein. Sinthiou Bamambé wurde als Hauptort der Commune bestimmt.

## Bevölkerung
Nach den letzten Volkszählungen hat sich die Einwohnerzahl der Stadt wie folgt entwickelt:
| Jahr | Einwohner |
| ---- | --------- |
| 1988 | ...       |
| 2002 | 45.090    |
| 2013 | 13.823    |

## Verkehr
Die Nationalstraße N 2 verbindet Sinthiou Bamambé-Banadji mit allen Städten der Flussregionen von Saint-Louis im Westen bis Kidira im Osten des Landes. Die nächstgelegenen Städte an der N2 sind Kanel (15 km) im Norden und Hamady Ounaré (12 km) im Osten.
Über die N2 ist Sinthiou Bamambé-Banadji mit dem 40 km entfernt gelegenen Flugplatz Matam und mit dem nationalen Luftverkehrsnetz verbunden.